# San Miguel Xoxtla (kommun)
San Miguel Xoxtla är en kommun i Mexiko.   Den ligger i delstaten Puebla, i den sydöstra delen av landet, 90 km öster om huvudstaden Mexico City.
Följande samhällen finns i San Miguel Xoxtla:
- San Miguel Xoxtla
- Barrio del Carmen